# Khiangte Chawngte Lalvunga
Khiangte Chawngte Lalvunga fue un diplomático, indio.
- De 1953 a 1955 fue editor del periódico semanal Mizo language, "Zoram Thupuan".
- De 1956 a 1958 fue director del Gandhi Memorial High School.
- De 1957 a 1962 fue miembro en el consejo del Distrito.
- En 1962 entró al servicio exterior.
- Del 29 de enero de 1977 al 24 de agosto de 1980 fue embajador en Bogotá con coacredición en Caracas.
- Del 20 de diciembre de 1980 al 02 de mayo de 1983 fue embajador en Mascate (Omán).
- Del 02 de mayo de 1983 a 1987 fue embajador en Pionyang (Corea del Norte).
- De 1987 a 1988 fue Alto Comisionado en Kingston ( Jamaica).
- Publicó Cuentos y Ensayos de la historia en Mizo language.
- Murió de un Infarto agudo de miocardio.[1]